# هوارد ديفيس (منافس ألعاب قوى)
هوارد ديفيس (بالإنجليزية: Howard Davis)‏ هو منافس ألعاب قوى جامايكي، ولد في 27 أبريل 1967.

## وصلات خارجية
- هوارد ديفيس على موقع الاتحاد الدولي لألعاب القوى (الإنجليزية)
- هوارد ديفيس على موقع أوليمبيديا (الإنجليزية)